# مجزرتا الكداريس والخلوات
في الفترة ما بين 14 و17 فبراير/شباط 2025، هاجم مسلحون من قوات الدعم السريع قريتي الكدارس والخلوات، وكلاهما في القطينة بولاية النيل الأبيض في السودان، مما أسفر عن مقتل ما بين 200 إلى أكثر من 433 مدنياً.

## خلفية
بدأت الحرب في السودان في 15 أبريل 2023، بعد أن حاولت قوات الدعم السريع شبه العسكرية الإطاحة بالحكومة السودانية بقيادة عبد الفتاح البرهان .   أدت محاولة الانقلاب إلى إغراق العاصمة السودانية الخرطوم ومدن رئيسية أخرى في جميع أنحاء البلاد، بما في ذلك نيالا والأبيض ، في حرب مدن شرسة. خلال هجمات قوات الدعم السريع في ولاية سنار وولاية الجزيرة ، ارتكبت المجموعة مذبحة ممنهجة في القرى الواقعة على طول نهر النيل، مما أسفر عن مقتل العشرات من الأشخاص في مذبحة ود النورة ومذبحة الجلجانى . 
في أوائل فبراير 2024، شن الجيش السوداني هجومًا واستولى على أجزاء كبيرة من بحري ، وهي مدينة تقع شمال الخرطوم . تراجعت قوات الدعم السريع على طول نهر النيل إلى ولاية النيل الأبيض.  وفي تلك المنطقة لم يكن للقوات المسلحة السودانية أي تواجد.  وفي الأيام التي سبقت الهجمات في كادارس وخلوات، قتلت قوات الدعم السريع خمسة أشخاص وأصابت خمسة آخرين في الكريل ، شمال القطينة. 

## المجازر
قبل المجازر، انسحبت قوات الدعم السريع من ولاية الجزيرة من هجوم القوات المسلحة السودانية باتجاه القطينة وكيرل، قبل أن تتراجع أكثر باتجاه جبل أولياء جنوب الخرطوم. ثم عادوا إلى النيل الأبيض، حيث ارتكبوا الفظائع.  وجاء في بيان صادر عن منظمة محامي الطوارئ ، وهي منظمة حقوقية سودانية، أن الهجمات استمرت لمدة ثلاثة أيام انتهت في 17 فبراير في الكدارس والخلوات.  وقال أحد الناجين لرويترز إنه في هجوم وقع يوم 17 فبراير/شباط، اقتحمت قوات الدعم السريع القرية وأطلقت النار على الجميع، بما في ذلك أولئك الذين حاولوا الفرار بالمراكب عبر النيل.  كانت المراكز الصحية المحلية مكتظة بسبب تدفق الجرحى، وأظهرت الصور قافلة طويلة من اللاجئين الفارين من القرى.  ووصف محامو الطوارئ الحدث بأنه "إبادة جماعية"، وذكروا أن حوالي 200 شخص قتلوا.  وجاء في بيان للقوات المسلحة السودانية أن 433 شخصًا على الأقل قتلوا في المجازر. 